# Asiana Airlines

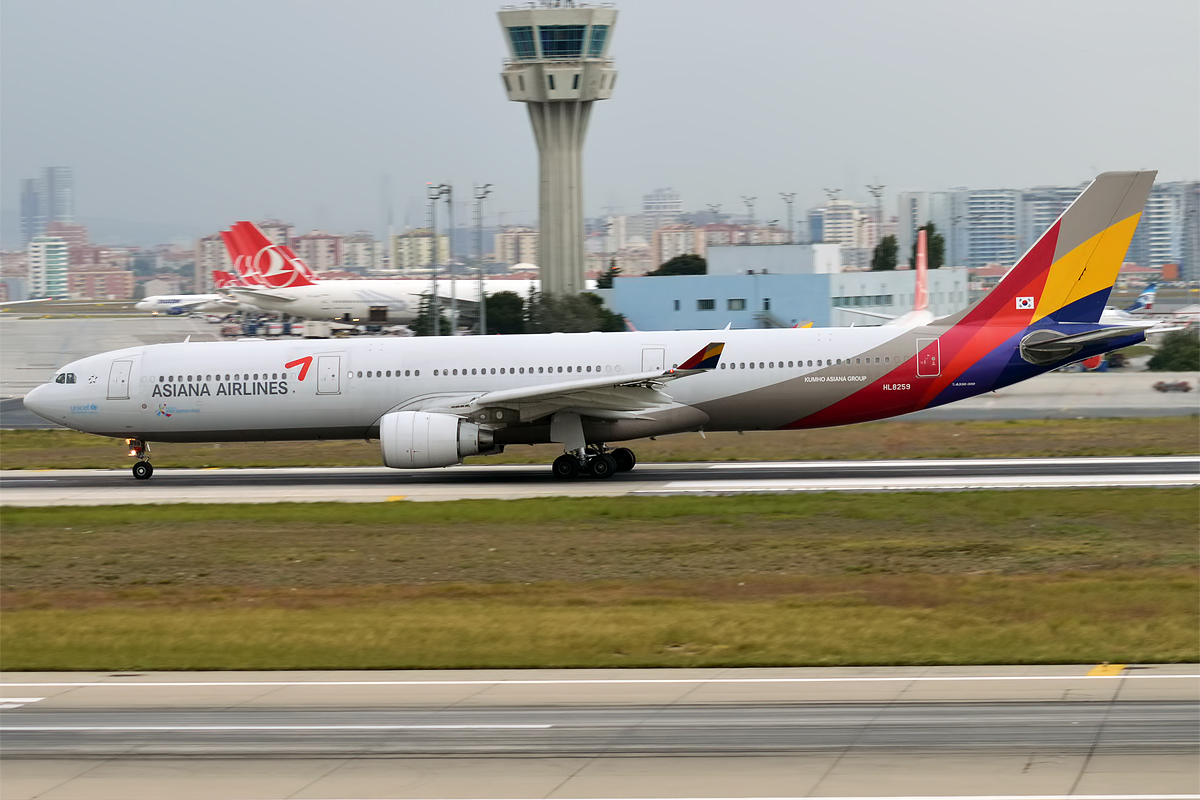
Airbus A330 należący do linii

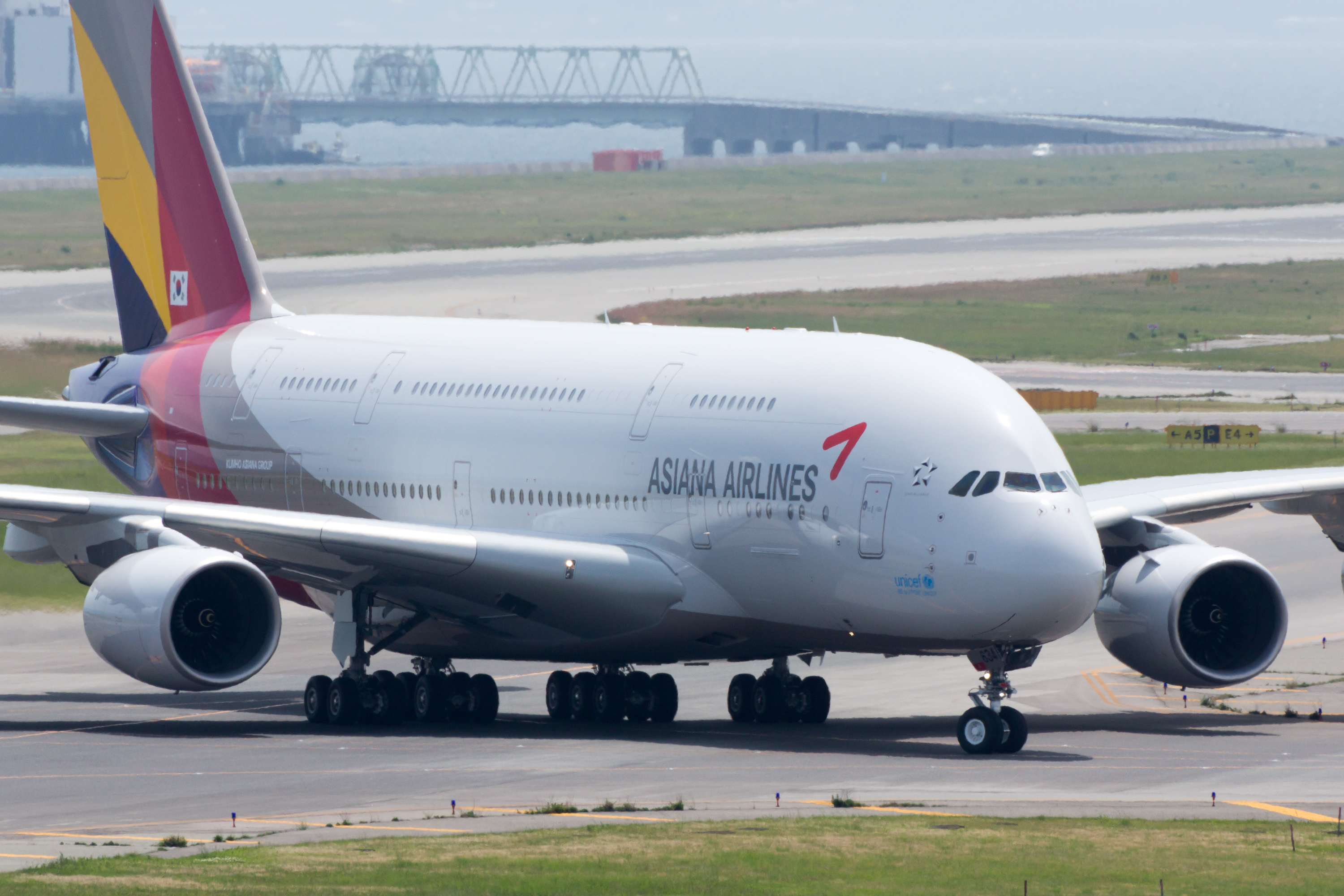
Airbus A380 na lotnisku Kansai

Asiana Airlines (kor. 아시아나 항공) – południowokoreańska linia lotnicza z siedzibą w Seulu, od 2003 członek Star Alliance. Głównymi węzłami są port lotniczy Seul-Inczon i Seul-Gimpo.
Jest drugą co do wielkości linią lotniczą Korei Południowej. W 2019 wraz ze swoimi dwoma podmiotami zależnymi, Air Busan i Air Seoul grupa Asiana Airlines obsłużyła 22% przelotów międzynarodowych, plasując się tuż za grupą Korean Air (30%).

## Historia
W listopadzie 2020 linia Korean Air ogłosiła chęć przejęcia Asiana Airlines wraz z całą flotą za kwotę 1,35 mld dolarów. Fuzja dwóch przewoźników spotkała się ze sprzeciwem urzędów antymonopolowych ze Stanów Zjednoczonych i Unii Europejskiej, które obawiały się że konsolidacja spowoduje wzrost cen na niektórych trasach.
Ostatecznie Komisja Europejska wyraziła zgodę w lutym 2024, kiedy to inna południowokoreańska linia lotnicza T'Way Air uruchomiła połączenia między Seulem, a Barceloną, Frankfurtem, Paryżem i Rzymem. W grudniu tego samego roku zgodę wydał amerykański urząd, co przyczyniło się do zamknięcia transakcji 12 grudnia. Tym samym rozpoczął się rozłożony do końca 2026 proces integracji dwóch linii.
W lutym 2025 zarząd Asiana Airlines, zgodnie z wytycznymi Komisji Europejskiej, poinformował o sprzedaży części cargo do Air Incheon za kwotę 322,5 mln dolarów. W lipcu tego samego roku zakończył się proces przejęcia floty cargo, a nabywca zmienił nazwę na AirZeta.

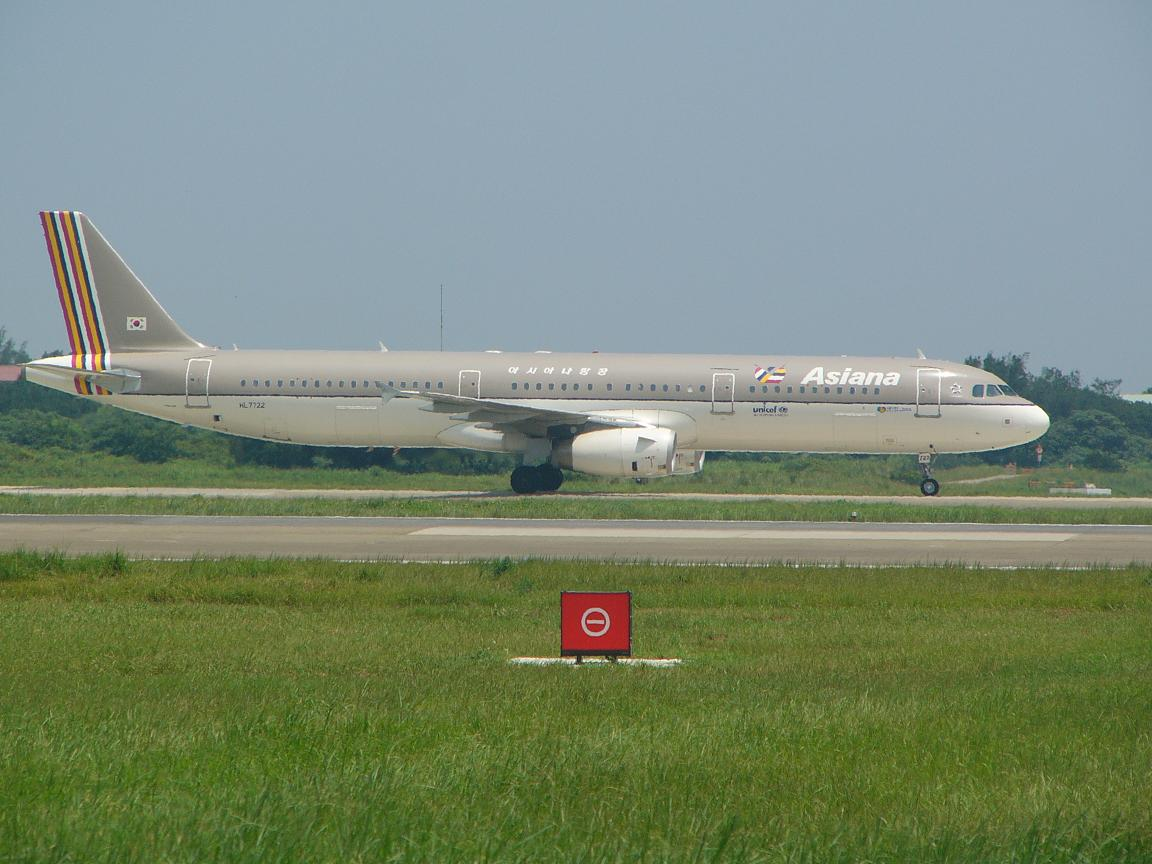
Airbus 321-200 przewoźnika w starym malowaniu

## Flota
Według stanu na sierpień 2025 flota Asiana Airlines składała się z 70 samolotów, w tym 1 przeznaczonego wyłącznie do transportu cargo, o średnim wieku 10,4 lat:
| Samolot         | Samolot | Samolot   | Liczba miejsc      | Liczba miejsc      | Liczba miejsc      | Liczba miejsc      | Uwagi                       |
| Model           | Aktywne | Zamówione | B                  | P                  | E                  | Łącznie            | Uwagi                       |
| --------------- | ------- | --------- | ------------------ | ------------------ | ------------------ | ------------------ | --------------------------- |
| Airbus A321-200 | 12      | –         | 12                 | –                  | 167                | 179                |                             |
| Airbus A321-200 | 12      | –         | –                  | –                  | 195                | 195                |                             |
| Airbus A321neo  | 13      | –         | 12                 | –                  | 168                | 180                |                             |
| Airbus A321neo  | 13      | –         | 8                  | –                  | 180                | 188                |                             |
| Airbus A330-300 | 14      | –         | 30                 | –                  | 260                | 290                |                             |
| Airbus A330-300 | 14      | –         | 30                 | –                  | 268                | 298                |                             |
| Airbus A350-900 | 15      | 15        | 28                 | 36                 | 247                | 311                | Dostawa planowana od 2025   |
| Airbus A380-800 | 6       | –         | 78                 | –                  | 417                | 495                | Wycofanie planowane do 2026 |
| Boeing 777-200  | 9       | –         | 22                 | –                  | 278                | 300                |                             |
| Boeing 777-200  | 9       | –         | 24                 | –                  | 277                | 301                |                             |
| Boeing 747-400F | 1       | –         | Konfiguracja cargo | Konfiguracja cargo | Konfiguracja cargo | Konfiguracja cargo |                             |
| Łącznie         | 70      | 15        |                    |                    |                    |                    |                             |

## Porty docelowe
W 2025 Asiana Airlines realizowała bezpośrednie połączenia na trasach krajowych i międzynarodowych do 67 portów lotniczych w 23 krajach Azji, Europy, Australii i Stanów Zjednoczonych.